# Gerichtsbezirk Birkfeld
Der Gerichtsbezirk Birkfeld war ein dem Bezirksgericht Birkfeld unterstehender Gerichtsbezirk im Bundesland Steiermark. Der Gerichtsbezirk umfasst den nördlichen Teil des politischen Bezirks Weiz und wurde 2002 dem Gerichtsbezirk Weiz zugeschlagen.

## Geschichte
Der Gerichtsbezirk Birkfeld wurde durch eine 1849 beschlossene Kundmachung der Landes-Gerichts-Einführungs-Kommission geschaffen. Er umfasste 19 „neue Ortsgemeinden“ (in Reihenfolge der Nennung; in Klammer die enthaltenen 27 Gemeinden, „1“= wie die Ortsgem.):
1. Birkfeld
2. Fischbach (1, Völlegg, Falkenstein)
3. Gaisen
4. Amaßegg
5. Sonnleitberg
6. Mitterbach
7. Gschaid
8. Haslau
9. Piregg
10. Weißenegg
11. Anger
12. Baierdorf
13. Oberfeistritz
14. Viertl Feistritz
15. Naintsch
16. Offenegg
17. Aschau (1, Sallegg, Rabendorf, Roßegg)
18. Strallegg (1, Außeregg, Feistritz, Pacher)
19. Weiglhof

Der Gerichtsbezirk Birkfeld bildete im Zuge der Trennung der politischen von der judikativen Verwaltung ab 1868 gemeinsam mit den Gerichtsbezirken Gleisdorf und Weiz den Bezirk Weiz.
Nach dem Anschluss Österreichs 1939 wurde das Gericht in Amtsgericht Birkfeld umbenannt und war nun dem Landgericht Graz nachgeordnet. Im Jahre 1945 erhielt es wieder den Namen Bezirksgericht.
Der Gerichtsbezirk blieb während seines Bestehens lange Zeit unverändert. Durch Grenzänderungen zwischen der Gemeinde Rettenegg im Gerichtsbezirk Birkfeld und der Gemeinde Sankt Jakob im Walde im politischen Bezirk Hartberg kamen jedoch mit den Rieden „Inneres Kaltenegg“ und „Feistritzwald“ 35 km² per 1. März 1949 zum Gerichtsbezirk Birkfeld hinzu.
Durch die Neuordnung der Gerichtsbezirke 2002 wurde der Gerichtsbezirk Birkfeld per 1. Juli 2002 aufgelöst und das Gebiet dem Gerichtsbezirk Weiz zugeschlagen.

## Gerichtssprengel
Der Gerichtssprengel umfasste zum Zeitpunkt seiner Auflösung mit den 16 Gemeinden Anger, Baierdorf bei Anger, Birkfeld, Feistritz bei Anger, Fischbach, Gasen, Gschaid bei Birkfeld, Haslau bei Birkfeld, Koglhof, Miesenbach bei Birkfeld, Naintsch, Ratten, Rettenegg, St. Kathrein am Hauenstein, Strallegg und Waisenegg den nördlichsten Bereich des Bezirkes Weiz.